# Victoria amazonica
Victoria amazonica ali Amazonska vodna lilija je vrsta cvetnice, druga največja v družini vodnih lilij Nymphaeaceae. Imenuje se Vitória-Régia ali Iaupê-Jaçanã v Braziliji in Atun Sisac ('velika roža') v kečuanščini. Njena domovina je tropska Južna Amerika, natančneje Gvajana in porečje Amazonke.

## Taksonomija
Vrsta je član rodu Victoria, umeščen v družino Nymphaeaceae ali včasih v Euryalaceae. Prvi objavljeni opis rodu je dal John Lindley oktobra 1837 na podlagi primerkov te rastline, ki jih je iz Britanske Gvajane vrnil Robert Schomburgk. Lindley je rod poimenoval po novopečeni kraljici Viktoriji, vrsto pa Victoria regia. Črkovanje v Schomburgkovem opisu v Athenaeumu, objavljenem mesec prej, je bilo navedeno kot Victoria Regina. Kljub temu, da je to črkovanje sprejelo Botanično društvo v Londonu za svoj novi emblem, je bila Lindleyjeva različica uporabljena skozi vse 19. stoletje.
Zgodnejšee poročilo o vrsti, Euryale amazonica Eduarda Friedricha Poeppiga, je leta 1832 opisalo sorodnost z Euryale ferox. Zbirko in opis je naredil tudi francoski botanik Aimé Bonpland leta 1825. Leta 1850 je James De Carle Sowerby prepoznal prejšnji Poeppigov opis in mu prenesel epitet amazonica. Lindley je novo ime zavrnil. Sedanje ime, Victoria amazonica, ni prišlo v širšo uporabo do 20. stoletja.

### Citologija
Število diploidnih kromosomov Victoria amazonica je 20.

## Opis
Victoria amazonica ima zelo velike liste (lamina) (in jih običajno imenujemo 'blazinice' ali 'šmarnice'), do 3 m v premeru, ki plavajo na vodni gladini na potopljenem peclju (listnem peclju), 7– 8 m v dolžino, ki tekmuje z dolžino zelene anakonde, lokalne kače v svojem habitatu. Ti listi so izjemno plovni, če je teža enakomerno porazdeljena po celotni površini lista (kot kos vezane plošče, ki mora biti nevtralne plovnosti). Leta 1896 je bil list V. amazonica v Tower Grove Parku v Saint Louisu v Missouriju obtežen s 113,6 kg. Vendar pa je leta 1867 William Sowerby iz botaničnega vrta Regents Park v Londonu položil 193,9 kg na list s premerom le 168 cm. En list primerka, vzgojenega v Gentu v Belgiji, je bil obremenjen z 226 kg. Je drugi največji lokvanj na svetu.
V. amazonica je doma v plitvih vodah porečja reke Amazonke, kot so mrtvice (imenovane iguarapes) in bayous (imenovane parane). V njihovem izvornem habitatu se cvetovi najprej začnejo odpirati, ko sonce zahaja in lahko traja do 48 ur, da se popolnoma odprejo. Ti cvetovi lahko zrastejo do 40 cm v premeru in tehtajo 1,6 kilograma, ki jih po masi presegajo samo člani rodu Raflezija. Vsi cvetovi ene določene rastline bodo na določen večer vsi v ženski fazi ali vsi v moški fazi, tako da mora opraševanje opraviti drug posameznik, kar izključuje samooprašitev.
Steblo in spodnja stran listov sta prekrita s številnimi majhnimi bodicami, ki se branijo pred ribami in drugimi rastlinojedimi živalmi, ki živijo pod vodo, čeprav lahko igrajo tudi žaljivo vlogo pri zdrobitvi konkurenčnih rastlin v bližini; ko se lilija odpre in agresivno išče in zajema sončno svetlobo, prikrajša druge rastline neposredno pod svojimi listi za tako pomemben vir in znatno potemni vode pod seboj. Znano je celo, da mlajši velikanski lokvanji med rastjo mahajo s svojimi bodičastimi stebli in brsti, da si na silo naredijo prostor.

## Ekologija
Vsaka rastlina nadaljuje s proizvodnjo cvetov celotno rastno sezono in so razvile vzajemno razmerje z vrsto hrošča skarabeja iz rodu Cyclocephala kot opraševalcem. Vsi popki v eni sami zaplati se bodo začeli odpirati istočasno in pri tem oddajajo saden vonj. Na tej točki so cvetni listi beli, hrošče pa privlačita barva in vonj cveta. Ko se zvečeri, cvet preneha oddajati vonj in se zapre, tako da ujame hrošče v svoje pestične priveske. Tu so prašniki zaščiteni s parakarpelami in naslednji dan cvet ostane zaprt. Votlina, v katero se ujame hrošč, je sestavljena iz gobastega škrobnatega tkiva, ki hrošča hrani. V tem času začne rastlina sproščati antocianine, zaradi česar se cvetni listi spremenijo iz bele v rdečkasto rožnato barvo, kar je znak, da je cvet oprašen. Ko hrošček žveči notranjost cveta, prašniki padejo navznoter in prašniki, ki so že odpadli, spustijo cvetni prah. Zvečer drugega dne se bodo cvetovi dovolj odprli, da bodo izpustili hrošča, in ko se bo prebil skozi prašnike, bo pokrit s cvetnim prahom. Te žuželke bodo nato poiskale na novo odprt lokvanj in ga oprašile s cvetnim prahom, ki ga prenašajo s prejšnjega cveta. Ta proces sta podrobno opisala Sir Ghillean Prance in Jorge Arius.

## Zgodovina
Victoria regia, kot se je imenovala, je opisal Tadeáš Haenke leta 1801. Nekoč je bil predmet rivalstva med viktorijanskimi vrtnarji v Angliji. Vedno v iskanju spektakularne nove vrste, s katero bi naredili vtis na svoje vrstnike, so viktorijanski 'vrtnarji', kot sta vojvoda Devonshirski in vojvoda Northumberlandski, začeli dobro vzgojeno tekmovanje, da bodo prvi gojili in dali cveteti te ogromne lilije. Na koncu sta prej omenjena vojvoda postala prva, ki jima je to uspelo, Joseph Paxton (za vojvodo Devonshire) je bil prvi novembra 1849 s posnemanjem toplega močvirnatega habitata lilije (pozimi v Angliji z le kotli na premog ni enostavno za ogrevanje) in Mr Ivison, drugi in vedno bolj uspešen (za Northumberland) v Syon House.
Vrsta je burila domišljijo javnosti in je bila predmet več namenskih monografij. Botanične ilustracije gojenih primerkov v delu Fitcha in W. J. Hookerja iz leta 1851 Victoria Regia so prejele pohvale kritikov v Athenaeumu, »so natančne in lepe«. Vojvoda Devonshirski je kraljici Victoriji podaril eno od prvih teh rož in jo poimenoval v njeno čast. Lilija z rebrasto spodnjo površino in listi z žilami »kot prečni nosilci«, »kot Paxtonov navdih za Kristalno palačo, stavba, ki je štirikrat večja od cerkve sv. Petra v Rimu«.
Upodobljena je v gvajanskem grbu.

## Galerija
- Spodnja stran lista
- Cvetni brst, botanični vrt Adelaide
- Cvet
- V botaničnem vrtu v Brnu
- V Kobe Kachoen
- V botaničnem vrtu Adelaide
- V muzeju Emílio Goeldi v Paraense
- V konservatoriju in botaničnem vrtu Phipps v Pittsburghu
- V cvetenju v Hortus Botanicus Leiden konec 19. stoletja
- Victoria amazonica v porečju Amazonke blizu Manausa v Braziliji
- Ptica na V. amazonica blizu Manausa, Brazilija